# شينوسية
الشينوسية (الاسم العلمي:Schinopsis) هي جنس من النباتات تتبع الفصيلة البطمية من رتبة الصابونيات.
تعتبر الشينوسية الموئل الطبيعي والوحيد لعثة حاملة الغمد الهايواردية Coleophora haywardi.

## أنواع الشينوسية
- شينوسية بالنسية
- شينوسية برازيلية
- شينوسية قرنية
- شينوسية جرداء
- شينوسية متباينة الأوراق
- شينوسية لورنتزية
- شينوسية مميزة الحواف
- شينوسية بيروفية
- شينوسية كبراش الكولورادو